# Hedyotis simplicissima
Hedyotis simplicissima är en måreväxtart som först beskrevs av João de Loureiro, och fick sitt nu gällande namn av Elmer Drew Merrill. Hedyotis simplicissima ingår i släktet Hedyotis och familjen måreväxter.
Artens utbredningsområde är Vietnam. Inga underarter finns listade i Catalogue of Life.